# Mary Bevis Hawton
Mary Bevis, gift Hawton, född 4 september 1924 i Sydney i New South Wales, död 18 januari 1981 i Sydney, var en australisk tennisspelare med stora framgångar i dubbel.

## Tenniskarriären
Mary Hawton deltog under perioden 1946-61 i 16 finaler i Grand Slam (GS)-turneringar och vann sex titlar, varav fem i dubbel och en i mixed dubbel, samtliga i Australiska mästerskapen.  
Hon vann sin första Grand Slam-titel 1946 tillsammans med Joyce Fitch genom finalseger över Nancye Wynne Bolton/Thelma Coyne Long (9-7, 6-4). Det dröjde sedan till 1954, efter fem finalförluster i turneringen, innan hon vann sin andra GS-titel, denna gång i par med Beryl Penrose. De båda vann också dubbeltiteln året därpå. År 1956 lyckades hon åter försvara sin titel, denna gång i par med Thelma Coyne Long. Efter finalförlust 1957 tillsammans med F. Muller mot det amerikanska paret Shirley Fry/Althea Gibson, lyckades hon året därpå, 1958, återta dubbeltiteln tillsammans med Coyne Long (finalseger över Angela Mortimer/L. Coghlan). Hon vann också mixed dubbel-titeln det året i turneringen tillsammans med Robert Howe.
Mary Hawton var mindre framgångsrik i de stora tennisturneringarna utanför sitt hemland, men lyckades nå final i dubbel i Wimbledonmästerskapen (1957 tillsammans med Coyne Long) och Franska mästerskapen (1958 tillsammans med Coyne Long).   
Mary Hawton gav under 1970-talet ut boken How to play winning tennis.

## Grand Slam-titlar
- Australiska mästerskapen
  - Dubbel - 1946, 1954, 1955, 1956, 1958
  - Mixed dubbel - 1958